# Rugosana ampliata
Rugosana ampliata är en insektsart som beskrevs av Ball 1935. Rugosana ampliata ingår i släktet Rugosana och familjen dvärgstritar. Inga underarter finns listade i Catalogue of Life.